# IC 5270
IC 5270 — галактика типу SBc у сузір'ї Південна Риба.
Цей об'єкт міститься в оригінальній редакції індексного каталогу.